# Церје Самоборско
Церје Самоборско је насељено место у саставу Града Самобора у Загребачкој жупанији, Хрватска. До територијалне реорганизације у Хрватској налазило се у саставу старе загребачке приградске општине Самобор.

## Становништво
На попису становништва 2011. године, Церје Самоборско је имало 381 становника.

## Попис1991.
На попису становништва 1991. године, насељено место Церје Самоборско је имало 366 становника, следећег националног састава:
| Попис 1991.‍ | Попис 1991.‍ | Попис 1991.‍ | Попис 1991.‍ | Попис 1991.‍ |
| ----------- | ----------- | ----------- | ----------- | ----------- |
|             |             |             |             |             |
| Хрвати      | Хрвати      |             | 358         | 97,81%      |
| Муслимани   | Муслимани   |             | 5           | 1,36%       |
| Срби        | Срби        |             | 2           | 0,54%       |
| Македонци   | Македонци   |             | 1           | 0,27%       |
| укупно: 366 |             |             |             |             |